# Grive de Péron
Geokichla peronii
Espèce
Synonymes
- Zoothera peronii

Statut de conservation UICN

 NT  : Quasi menacé
La Grive de Péron (Geokichla peronii, anciennement Zoothera peronii) est une espèce de passereaux de la famille Turdidae. Elle fut nommée en l'honneur de François Péron naturaliste  et explorateur français.
Son nom est dédié à l'explorateur et naturaliste François Péron (1775–1810).

## Répartition
Cet oiseau peuple Timor et le sud des Moluques.

## Habitat
La Grive de Péron peuple les forêts, notamment les forêts de mousson. Les habitats préférentiels comportent des canopées fermées bien que cette espèce fréquente également les parcelles boisées dégradées. Elle se rencontre jusqu'à 1 200 m d'altitude.

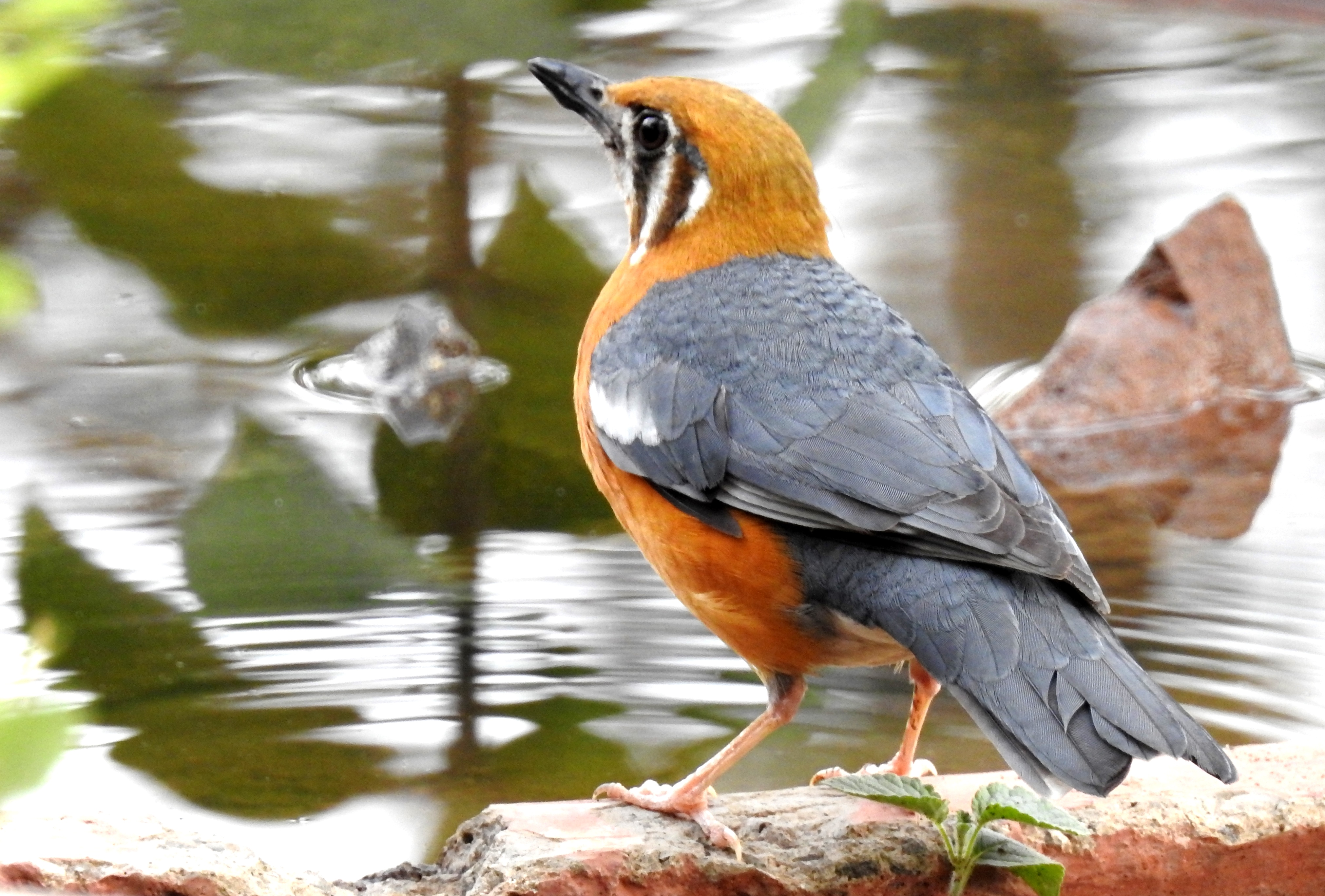

### Source
- del Hoyo J., Elliott A. & Christie D. (2005) Handbook of the Birds of the World, Volume 10, Cuckoo-shrikes to Thrushes. BirdLife International, Lynx Edicions, Barcelona, 895 p.